# Aquapaisagismo
O aquapaisagismo é uma técnica que emprega diversos materiais como substratos artificiais ou naturais, plantas, rochas, troncos e etc. para o desenvolvimento de paisagens subaquáticas que recriam um ambiente harmonioso, natural e saudável no interior de aquários.
Trata-se de uma vertente do aquarismo muito apreciada por hobbystas de todo o planeta. Diversos produtos e equipamentos foram desenvolvidos com o propósito de se manter o sistema aquático o mais próximo possível de um ambiente natural.
Embora o objetivo principal do aquapaisagismo seja criar uma paisagem subaquática artística, os aspectos técnicos da manutenção dos aquários e os requisitos de crescimento das plantas aquáticas também são levados em consideração.  Muitos fatores devem ser equilibrados no sistema fechado de um aquário para garantir o sucesso de um paisagismo. Esses fatores incluem a filtração, mantendo o dióxido de carbono em níveis suficientes para suportar a fotossíntese submersa, substrato e fertilização, iluminação e controle de algas.
Não é possível definir há quanto tempo peixes e plantas são mantidos harmoniosamente em ambientes artificiais, entretanto, pode-se afirmar com certeza que nos tempos modernos essa técnica foi batizada e profissionalizada pelo fotógrafo japonês Takashi Amano. 

## Estilos de aquapaisagismo
Os estilos de aquapaisagismo se subdividem em uma série de maneiras diferentes de se compor a aquapaisagem.
Dentre os mais conhecidos podemos citar o holandês, mais próximo a um jardim submerso, e o natural, de inspiração japonesa, que está mais próximo a um cenário selvagem.
Ainda podemos mencionar os seguintes estilos:
- estilo Iwagumi
- estilo Selva
- estilo Biótopo